# Copa Mundial de Fútbol Sub-16 de 1987
La Copa Mundial Sub-16 de la FIFA 1987™ (en inglés: FIFA U-16 World Tournament for the Kodak Cup™) fue la II edición de la Copa Mundial de Fútbol Sub-17, realizado en la Canadá. Esta edición tenía como límite de edad 16 años.

## Clasificación
En total fueron 16 equipos de las 6 confederaciones afiliadas a la FIFA los que tomaron parte en el Mundial Sub-17 de 1987.
En cursiva, los equipos debutantes en la Copa Mundial de Fútbol Sub-16.
| Clasificatorias | Clasificatorias | Clasificatorias | Clasificatorias | Clasificatorias | Clasificatorias |
| --------------- | --------------- | --------------- | --------------- | --------------- | --------------- |
| CAF             | AFC             | UEFA            | CONCACAF        | OFC             | CONMEBOL        |

| Equipos participantes | Equipos participantes | Equipos participantes | Equipos participantes |
| --------------------- | --------------------- | --------------------- | --------------------- |
| Arabia Saudita        | Canadá                | Egipto                | México                |
| Australia             | Corea del Sur         | Estados Unidos        | Nigeria               |
| Bolivia               | Costa de Marfil       | Francia               | Catar                 |
| Brasil                | Ecuador               | Italia                | Unión Soviética       |

## Sedes
| Ciudad                | Estadio                           | Capacidad |
| --------------------- | --------------------------------- | --------- |
| Toronto               | Varsity Stadium                   | 21.739    |
| San Juan de Terranova | Parque Rey Jorge V                | 10.000    |
| Montreal              | Complexe sportif Claude-Robillard | 9.000     |
| Saint John            | Canada Games Stadium              | 5.000     |

## Árbitros
La FIFA designó a 18 árbitros para el torneo, entre los que se destacó el brasileño José Roberto Wright quien fue designado para dirigir el encuentro decisivo. 
| AFC - Itzhak Ben Itzhak - Ibrahim Al-Jassas - Lee Do-Ha - Jassim Mandi CAF - Simon Bantsimba - Mohamed Hafez - Naji Jouini | CONCACAF - Arturo Brizio Carter - David Di Placido - Antonio Evangelista - Berny Ulloa CONMEBOL - Jorge Orellana Vimos - Juan Ortube - José Roberto Wright | UEFA - John Blankenstein - Kenneth Hope - Alexey Spirin OFC - Kenneth Wallace |

## Resultados

### Primera fase

#### Grupo A
| Equipo | Pts | PJ | PG | PE | PP | GF | GC | Dif |
| ------ | --- | -- | -- | -- | -- | -- | -- | --- |
| Italia | 5   | 3  | 2  | 1  | 0  | 5  | 1  | 4   |
| Catar  | 5   | 3  | 2  | 1  | 0  | 4  | 2  | 2   |
| Egipto | 2   | 3  | 1  | 0  | 2  | 3  | 2  | 1   |
| Canadá | 0   | 3  | 0  | 0  | 3  | 1  | 8  | -7  |

| 12 de julio de 1987, 14:00 | Italia                              | 3:0 (2:0) | Canadá | Varsity Stadium, Toronto                                         |                                                                  |
|                            | Melli 22' · Pesotto 36' · Gallo 68' |           |        | Asistencia: 13.500 espectadores Árbitro(s): Arturo Brizio Carter | Asistencia: 13.500 espectadores Árbitro(s): Arturo Brizio Carter |

| 12 de julio de 1987, 16:00 | Catar      | 1:0 (1:0) | Egipto | Varsity Stadium, Toronto                                     |                                                              |
|                            | Hassam 21' |           |        | Asistencia: 13.500 espectadores Árbitro(s): Dilvo Di Placido | Asistencia: 13.500 espectadores Árbitro(s): Dilvo Di Placido |

| 14 de julio de 1987, 18:00 | Italia        | 1:1 (0:0) | Catar      | Varsity Stadium, Toronto                                        |                                                                 |
|                            | Capellini 67' |           | Khairi 76' | Asistencia: 5.200 espectadores Árbitro(s): Jorge Orellana Vimos | Asistencia: 5.200 espectadores Árbitro(s): Jorge Orellana Vimos |

| 14 de julio de 1987, 20:00 | Canadá | 0:3 (0:1) | Egipto                                 | Varsity Stadium, Toronto                                   |                                                            |
|                            |        |           | Hussain 14' · Musaed 48' · Ramadan 53' | Asistencia: 5.200 espectadores Árbitro(s): Kenneth Wallace | Asistencia: 5.200 espectadores Árbitro(s): Kenneth Wallace |

| 16 de julio de 1987, 17:45 | Italia    | 1:0 (0:0) | Egipto | Varsity Stadium, Toronto                                     |                                                              |
|                            | Gallo 69' |           |        | Asistencia: 6.500 espectadores Árbitro(s): John Blankenstein | Asistencia: 6.500 espectadores Árbitro(s): John Blankenstein |

| 16 de julio de 1987, 19:45 | Canadá      | 1:2 (1:2) | Catar                   | Varsity Stadium, Toronto                               |                                                        |
|                            | Titotto 69' |           | Youssef 3' · Sowaid 23' | Asistencia: 6.500 espectadores Árbitro(s): Juan Oturbe | Asistencia: 6.500 espectadores Árbitro(s): Juan Oturbe |

#### Grupo B
| Equipo          | Pts | PJ | PG | PE | PP | GF | GC | Dif |
| --------------- | --- | -- | -- | -- | -- | -- | -- | --- |
| Costa de Marfil | 5   | 3  | 2  | 1  | 0  | 3  | 1  | 2   |
| Corea del Sur   | 3   | 3  | 1  | 1  | 1  | 5  | 4  | 1   |
| Ecuador         | 2   | 3  | 1  | 0  | 2  | 1  | 2  | -1  |
| Estados Unidos  | 2   | 3  | 1  | 0  | 2  | 3  | 5  | -2  |

| 12 de julio de 1987, 18:00 | Costa de Marfil | 1:1 (1:0) | Corea del Sur     | Parque Rey Jorge V, San Juan de Terranova              |                                                        |
|                            | Dea 9'          |           | Shin Tae-Yong 53' | Asistencia: 1.000 espectadores Árbitro(s): Berny Ulloa | Asistencia: 1.000 espectadores Árbitro(s): Berny Ulloa |

| 12 de julio de 1987, 20:00 | Estados Unidos | 1:0 (0:0) | Ecuador | Parque Rey Jorge V, San Juan de Terranova              |                                                        |
|                            | Crawley 47'    |           |         | Asistencia: 1.000 espectadores Árbitro(s): Naji Jouini | Asistencia: 1.000 espectadores Árbitro(s): Naji Jouini |

| 14 de julio de 1987, 18:00 | Costa de Marfil | 1:0 (0:0) | Estados Unidos | Parque Rey Jorge V, San Juan de Terranova               |                                                         |
|                            | Bassole 52'     |           |                | Asistencia: 2.200 espectadores Árbitro(s): Jassim Mandi | Asistencia: 2.200 espectadores Árbitro(s): Jassim Mandi |

| 14 de julio de 1987, 20:00 | Corea del Sur | 0:1 (0:0) | Ecuador   | Parque Rey Jorge V, San Juan de Terranova                    |                                                              |
|                            |               |           | Ramos 47' | Asistencia: 2.200 espectadores Árbitro(s): Itzhak Ben Itzhak | Asistencia: 2.200 espectadores Árbitro(s): Itzhak Ben Itzhak |

| 16 de julio de 1987, 18:00 | Costa de Marfil | 1:0 (0:0) | Ecuador | Parque Rey Jorge V, San Juan de Terranova |                         |
|                            | Traoré 68'      |           |         | Árbitro(s): Berny Ulloa                   | Árbitro(s): Berny Ulloa |

| 16 de julio de 1987, 20:00 | Corea del Sur                                                             | 4:2 (1:1) | Estados Unidos         | Parque Rey Jorge V, San Juan de Terranova              |                                                        |
|                            | Noh Jung-Yoon 25' · Shin Tae-Yong 50' · Lee Tae-Hong 65' · Kim In-Wan 72' |           | Snow 40' · Deering 48' | Asistencia: 2.250 espectadores Árbitro(s): Naji Jouini | Asistencia: 2.250 espectadores Árbitro(s): Naji Jouini |

#### Grupo C
| Equipo         | Pts | PJ | PG | PE | PP | GF | GC | Dif |
| -------------- | --- | -- | -- | -- | -- | -- | -- | --- |
| Australia      | 4   | 3  | 2  | 0  | 1  | 3  | 4  | -1  |
| Francia        | 3   | 3  | 1  | 1  | 1  | 4  | 3  | 1   |
| Arabia Saudita | 3   | 3  | 1  | 1  | 1  | 2  | 1  | 1   |
| Brasil         | 2   | 3  | 0  | 2  | 1  | 0  | 1  | -1  |

| 12 de julio de 1987, 18:00 | Brasil | 0:0 | Francia | Complexe sportif Claude-Robillard, Montreal          |  |
|                            |        |     |         | Asistencia: 5.400 espectadores Árbitro(s): Lee Do-Ha |  |

| 12 de julio de 1987, 20:00 | Arabia Saudita | 0:1 (0:0) | Australia  | Complexe sportif Claude-Robillard, Montreal                    |                                                                |
|                            |                |           | Horvat 71' | Asistencia: 5.400 espectadores Árbitro(s): Antonio Evangelista | Asistencia: 5.400 espectadores Árbitro(s): Antonio Evangelista |

| 15 de julio de 1987, 18:00 | Brasil | 0:0 | Arabia Saudita | Complexe sportif Claude-Robillard, Montreal              |  |
|                            |        |     |                | Asistencia: 4.400 espectadores Árbitro(s): Alexey Spirin |  |

| 15 de julio de 1987, 20:00 | Francia                                | 4:1 (4:0) | Australia     | Complexe sportif Claude-Robillard, Montreal                |                                                            |
|                            | Debève 14' 23' 31' · Rincon 24' (pen.) |           | Georgakis 73' | Asistencia: 4.400 espectadores Árbitro(s): Simon Bantsimba | Asistencia: 4.400 espectadores Árbitro(s): Simon Bantsimba |

| 17 de julio de 1987, 18:00 | Brasil | 0:1 (0:0) | Australia      | Complexe sportif Claude-Robillard, Montreal          |                                                      |
|                            |        |           | Richardson 74' | Asistencia: 5.400 espectadores Árbitro(s): Lee Do-Ha | Asistencia: 5.400 espectadores Árbitro(s): Lee Do-Ha |

| 17 de julio de 1987, 20:00 | Francia | 0:2 (0:2) | Arabia Saudita          | Complexe sportif Claude-Robillard, Montreal              |                                                          |
|                            |         |           | Zayed 18' · Shalgan 34' | Asistencia: 5.400 espectadores Árbitro(s): Alexey Spirin | Asistencia: 5.400 espectadores Árbitro(s): Alexey Spirin |

#### Grupo D
| Equipo          | Pts | PJ | PG | PE | PP | GF | GC | Dif |
| --------------- | --- | -- | -- | -- | -- | -- | -- | --- |
| Unión Soviética | 5   | 3  | 2  | 1  | 0  | 12 | 3  | 9   |
| Nigeria         | 3   | 3  | 1  | 1  | 1  | 4  | 4  | 0   |
| México          | 3   | 3  | 1  | 1  | 1  | 3  | 9  | -6  |
| Bolivia         | 1   | 3  | 0  | 1  | 2  | 6  | 9  | -3  |

| 12 de julio de 1987, 18:00 | Unión Soviética | 1:1 (0:0) | Nigeria | Canada Games Stadium, Saint John                               |                                                                |
|                            | Rusin 61'       |           | Eke 79' | Asistencia: 2.695 espectadores Árbitro(s): José Roberto Wright | Asistencia: 2.695 espectadores Árbitro(s): José Roberto Wright |

| 12 de julio de 1987, 20:00 | México                 | 2:2 (0:0) | Bolivia                  | Canada Games Stadium, Saint John                         |                                                          |
|                            | Landa 56' · Romero 76' |           | Lobo 50' · Cristaldo 53' | Asistencia: 2.695 espectadores Árbitro(s): Mohamed Hafez | Asistencia: 2.695 espectadores Árbitro(s): Mohamed Hafez |

| 14 de julio de 1987, 18:00 | Unión Soviética                                                                         | 7:0 (3:0) | México | Canada Games Stadium, Saint John                        |                                                         |
|                            | Matveyev 13' 25' · Nikíforov 31' 51' · Mushinka 47' · Kadyrov 64' · Bezhenar 72' (pen.) |           |        | Asistencia: 2.335 espectadores Árbitro(s): Kenneth Hope | Asistencia: 2.335 espectadores Árbitro(s): Kenneth Hope |

| 14 de julio de 1987, 20:00 | Nigeria            | 3:2 (1:1) | Bolivia                     | Canada Games Stadium, Saint John                          |                                                           |
|                            | Osundo 24' 66' 77' |           | Cristaldo 26' · Arandia 70' | Asistencia: 2.335 espectadores Árbitro(s): Essa Al-Jassas | Asistencia: 2.335 espectadores Árbitro(s): Essa Al-Jassas |

| 16 de julio de 1987, 18:00 | Unión Soviética                                                 | 4:2 (2:0) | Bolivia                             | Canada Games Stadium, Saint John                        |                                                         |
|                            | Nikíforov 28' · Bezhenar 32' (pen.) · Asadov 44' · Mushinka 50' |           | Urquiza 59' (pen.) · Etcheverry 73' | Asistencia: 3.300 espectadores Árbitro(s): Kenneth Hope | Asistencia: 3.300 espectadores Árbitro(s): Kenneth Hope |

| 16 de julio de 1987, 20:00 | Nigeria | 0:1 (0:0) | México     | Canada Games Stadium, Saint John                               |                                                                |
|                            |         |           | Rivera 55' | Asistencia: 3.300 espectadores Árbitro(s): José Roberto Wright | Asistencia: 3.300 espectadores Árbitro(s): José Roberto Wright |

### Segunda fase
|  | Cuartos de final | Cuartos de final     |                 |        | Semifinales            | Semifinales  |  |  | Final | Final |
|  |                  |                      |                 |        |                        |              |  |  |       |       |
|  |                  |                      |                 |        |                        |              |  |  |       |       |
|  |                  |                      |                 |        |                        |              |  |  |       |       |
|  | Italia           | 2                    |                 |        |                        |              |  |  |       |       |
|  | Italia           | 2                    |                 |        |                        |              |  |  |       |       |
|  | Corea del Sur    | 0                    |                 |        |                        |              |  |  |       |       |
|  | Corea del Sur    | 0                    | Italia          | 0      |                        |              |  |  |       |       |
|  |                  |                      | Italia          | 0      |                        |              |  |  |       |       |
|  |                  | Nigeria              | 1               |        |                        |              |  |  |       |       |
|  | Australia        | Nigeria              | 1               | 0      |                        |              |  |  |       |       |
|  | Australia        |                      |                 | 0      |                        |              |  |  |       |       |
|  | Nigeria          | 1                    |                 |        |                        |              |  |  |       |       |
|  | Nigeria          | 1                    | Nigeria         | 1 (2)  |                        |              |  |  |       |       |
|  |                  |                      | Nigeria         | 1 (2)  |                        |              |  |  |       |       |
|  |                  | Unión Soviética (p.) | 1 (4)           |        |                        |              |  |  |       |       |
|  | Costa de Marfil  | Unión Soviética (p.) | 1 (4)           | 3      |                        |              |  |  |       |       |
|  | Costa de Marfil  |                      |                 | 3      |                        |              |  |  |       |       |
|  | Catar            | 0                    |                 |        |                        |              |  |  |       |       |
|  | Catar            | 0                    | Costa de Marfil | 1      | Tercer lugar           | Tercer lugar |  |  |       |       |
|  |                  |                      | Costa de Marfil | 1      |                        |              |  |  |       |       |
|  |                  | Unión Soviética      | 5               |        |                        |              |  |  |       |       |
|  | Unión Soviética  | Unión Soviética      | 5               | 3      | Costa de Marfil (pró.) | 2            |  |  |       |       |
|  | Unión Soviética  |                      |                 | 3      | Costa de Marfil (pró.) | 2            |  |  |       |       |
|  | Francia          | 2                    |                 | Italia | 1                      |              |  |  |       |       |
|  | Francia          | 2                    |                 |        | 1                      |              |  |  |       |       |
|  |                  |                      |                 |        |                        |              |  |  |       |       |
|  |                  |                      |                 |        |                        |              |  |  |       |       |

#### Cuartos de final
| 19 de julio de 1987, 14:00 | Italia                     | 2:0 (0:0) | Corea del Sur | Varsity Stadium, Toronto                                    |                                                             |
|                            | Cappellini 52' · Gallo 54' |           |               | Asistencia: 10.040 espectadores Árbitro(s): Kenneth Wallace | Asistencia: 10.040 espectadores Árbitro(s): Kenneth Wallace |

| 19 de julio de 1987, 14:00 | Costa de Marfil                     | 3:0 (1:0) | Catar | Canada Games Stadium, Saint John                       |                                                        |
|                            | Bassole 16' · Beda 52' · Traoré 66' |           |       | Asistencia: 1.500 espectadores Árbitro(s): Berny Ulloa | Asistencia: 1.500 espectadores Árbitro(s): Berny Ulloa |

| 19 de julio de 1987, 14:00 | Australia | 0:1 (0:0) | Nigeria   | Complexe sportif Claude-Robillard, Montreal                    |                                                                |
|                            |           |           | Nwosu 59' | Asistencia: 5.200 espectadores Árbitro(s): Antonio Evangelista | Asistencia: 5.200 espectadores Árbitro(s): Antonio Evangelista |

| 19 de julio de 1987, 14:00 | Unión Soviética                    | 3:2 (1:0) | Francia                | Canada Games Stadium, Saint John                               |                                                                |
|                            | Arutyunian 40' 60' · Nikíforov 76' |           | Adrian 49' · Roche 65' | Asistencia: 5.000 espectadores Árbitro(s): José Roberto Wright | Asistencia: 5.000 espectadores Árbitro(s): José Roberto Wright |

#### Semifinales
| 22 de julio de 1987, 20:00 | Italia | 0:1 (0:0) | Nigeria   | Varsity Stadium, Toronto                                      |                                                               |
|                            |        |           | Nwosu 63' | Asistencia: 20.000 espectadores Árbitro(s): John Blankenstein | Asistencia: 20.000 espectadores Árbitro(s): John Blankenstein |

| 22 de julio de 1987, 19:00 | Costa de Marfil | 1:5 (0:3) | Unión Soviética                                 | Canada Games Stadium, Saint John                                |                                                                 |
|                            | Traoré 57'      |           | Arutyunian 1' 38' · Kasimov 10' 56' · Rusin 77' | Asistencia: 2.500 espectadores Árbitro(s): Arturo Brizio Carter | Asistencia: 2.500 espectadores Árbitro(s): Arturo Brizio Carter |

#### Tercer lugar
| 24 de julio de 1987, 19:00 | Italia          | 1:2 (0:1, 1:1) (t. s.) | Costa de Marfil | Canada Games Stadium, Saint John                               |                                                                |
|                            | Bocchialini 57' |                        | Traoré 17' 96'  | Asistencia: 1.000 espectadores Árbitro(s): Antonio Evangelista | Asistencia: 1.000 espectadores Árbitro(s): Antonio Evangelista |

#### Final
| 25 de julio de 1987, 15:00 | Nigeria    | 1:1 (1:1; 1:1) (t. s.)(2:4 p.) | Unión Soviética | Varsity Stadium, Toronto                                        |                                                                 |
|                            | Osundo 11' |                                | Nikíforov 6'    | Asistencia: 15.000 espectadores Árbitro(s): José Roberto Wright | Asistencia: 15.000 espectadores Árbitro(s): José Roberto Wright |

## Posiciones Finales
| Equipo | Equipo          | Pts | PJ | PG | PE | PP | GF | GC | Dif |
| ------ | --------------- | --- | -- | -- | -- | -- | -- | -- | --- |
| 1      | Unión Soviética | 10  | 6  | 4  | 2  | 0  | 21 | 7  | +14 |
| 2      | Nigeria         | 8   | 6  | 3  | 2  | 1  | 7  | 5  | +2  |
| 3      | Costa de Marfil | 9   | 6  | 4  | 1  | 1  | 9  | 7  | +2  |
| 4      | Italia          | 7   | 6  | 3  | 1  | 2  | 8  | 4  | +4  |
| 5      | Catar           | 5   | 4  | 2  | 1  | 1  | 4  | 5  | -1  |
| 6      | Australia       | 4   | 4  | 2  | 0  | 2  | 3  | 5  | -2  |
| 7      | Francia         | 3   | 4  | 1  | 1  | 2  | 6  | 6  | 0   |
| 8      | Corea del Sur   | 3   | 4  | 1  | 1  | 2  | 5  | 6  | -1  |
| 9      | Arabia Saudita  | 3   | 3  | 1  | 1  | 1  | 2  | 1  | +1  |
| 10     | México          | 3   | 3  | 1  | 1  | 1  | 3  | 9  | -6  |
| 11     | Egipto          | 2   | 3  | 1  | 0  | 2  | 3  | 2  | +1  |
| 12     | Ecuador         | 2   | 3  | 1  | 0  | 2  | 1  | 2  | -1  |
| 13     | Brasil          | 2   | 3  | 0  | 2  | 1  | 0  | 1  | -1  |
| 14     | Estados Unidos  | 2   | 3  | 1  | 0  | 2  | 3  | 5  | -2  |
| 15     | Bolivia         | 1   | 3  | 0  | 1  | 2  | 6  | 9  | -3  |
| 16     | Canadá          | 0   | 3  | 0  | 0  | 3  | 1  | 8  | -7  |

## Goleadores
| Jugador           | Selección       | Goles |
| ----------------- | --------------- | ----- |
| Moussa Traoré     | Costa de Marfil | 5     |
| Yuri Nikíforov    | Unión Soviética | 5     |
| Philip Osundo     | Nigeria         | 4     |
| Sergei Arutyunian | Unión Soviética | 4     |